# Keppel Island (Falklandinseln)
Keppel Island (spanisch Isla de la Vigia) liegt zwischen Saunders Island und Pebble Island an der Nordspitze von Westfalkland. Der höchste Punkt der etwa 36 km² großen unbewohnten Insel, Mt. Keppel, liegt 341 m über dem Meeresspiegel. Die Insel ist charakterisiert durch ein großes Tal, welches das Eiland in mehrere Teile zerschneidet. Keppel Island ist nach dem britischen Admiral Augustus Keppel, 1. Viscount Keppel benannt.

## Geschichte
Auf dem Eiland wurden im 19. Jahrhundert eine Schaffarm und eine christliche Mission angelegt, die bis Ende des Jahres 1898 Bestand hatte. Einige Yámana wurden in der Mitte des 19. Jahrhunderts von Feuerland auf Keppel Island umgesiedelt und von britischen Missionaren betreut. Die Missionare unterwiesen die Yámana in Schafhaltung und unterrichteten die englische Sprache. Der Missionarssohn Thomas Bridges verbrachte auf der Insel ab 1856 einige Jugendjahre. Von der Mission und den Hütten der südamerikanischen Ureinwohner sind lediglich die Grundmauern erhalten.